# George Brady

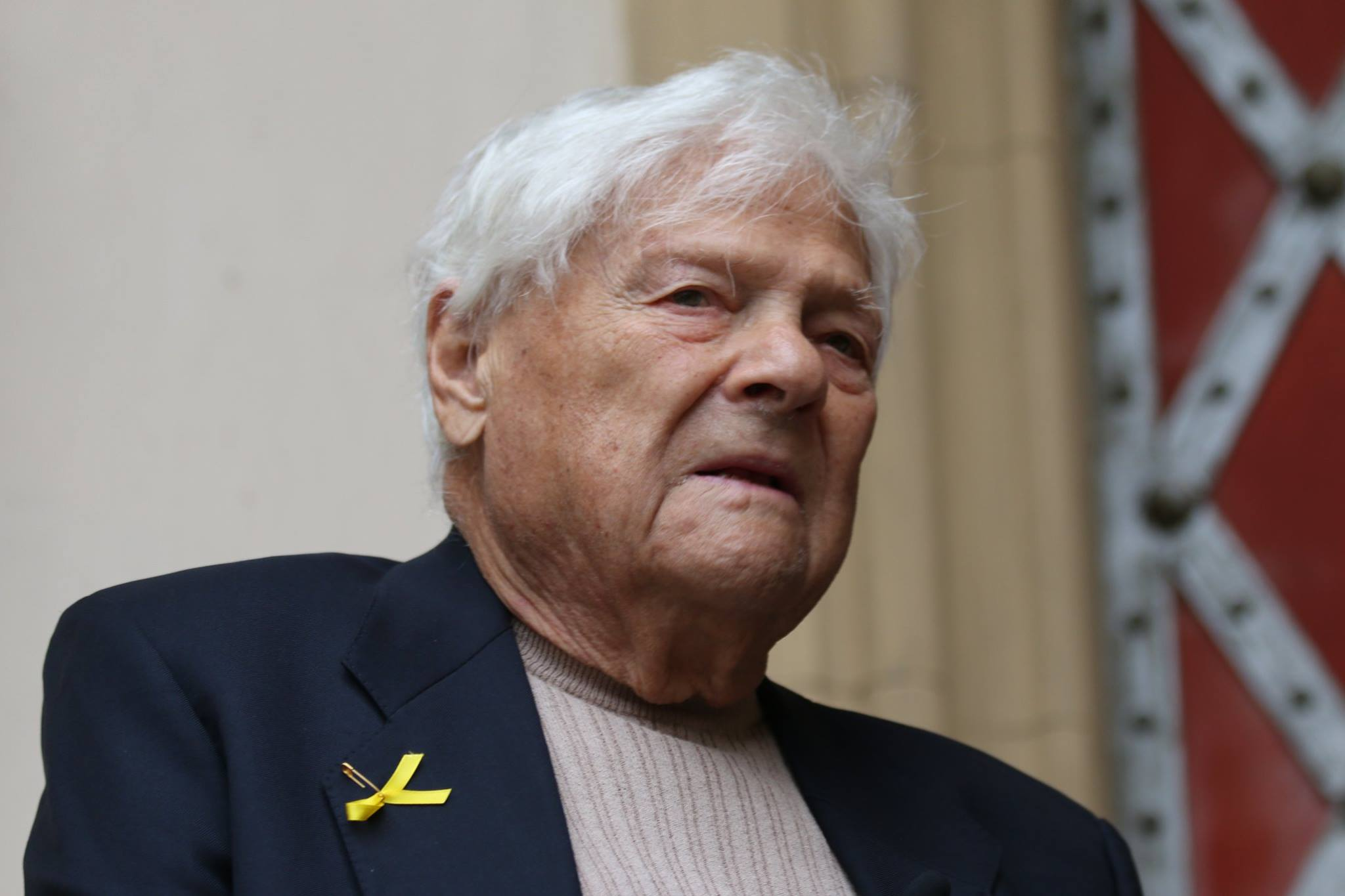
George Brady (2016)

George Brady (* 9. Februar 1928 in Neustadtl, Tschechoslowakei als Jiří Brady; † 11. Januar 2019 in Toronto, Kanada) war ein tschechisch-kanadischer Holocaust-Überlebender von Theresienstadt und Auschwitz sowie Geschäftsmann. 2008 erhielt er den Orden von Ontario.

## Leben

### Frühes Leben und der Holocaust
Als Sohn von Markéta und Karel Brady und Bruder von Hana Brady verbrachte George Brady seine Kindheit in der Zwischenkriegszeit in der Tschechoslowakei. Nachdem im März 1939 Nazi-Deutschland das Protektorat Böhmen und Mähren errichtete, litt seine jüdische Familie unter zunehmenden Einschränkungen und der Verfolgung durch die deutschen Besatzer. Im Jahr 1941 wurden Bradys Eltern von ihren Kindern getrennt und in Gefängnissen und Konzentrationslagern gefangengehalten. Sie starben vor dem Ende des Zweiten Weltkriegs im KZ Auschwitz. George und Hana blieben für mehrere Monate bei einer Tante und einem katholischen Onkel. Da er kein Jude war, war das Paar eine „privilegierte“ Mischehe und die Tante nicht deportierbar. Die Kinder wurden im Mai 1942 ins KZ Theresienstadt unweit von Prag deportiert, wo George das Kinderheim L417 mit rund vierzig Jungen teilte, darunter Petr Ginz, Yehuda Bacon und Kurt Kotouc.
George und Hana blieben bis 1944 in Theresienstadt, dann wurden sie in separaten Transporten nach Auschwitz geschickt – George im September ins Arbeitslager und Hana im Oktober, wo sie gleich bei ihrer Ankunft in der Gaskammer ermordet wurde. George kam in das Außenlager Gleiwitz I, wo er an der Reparatur beschädigter Eisenbahnwagen arbeitete. Brady entkam während eines Todesmarsches nach Deutschland im Januar 1945, im selben Monat wurde Auschwitz befreit.

### Leben nach dem Holocaust

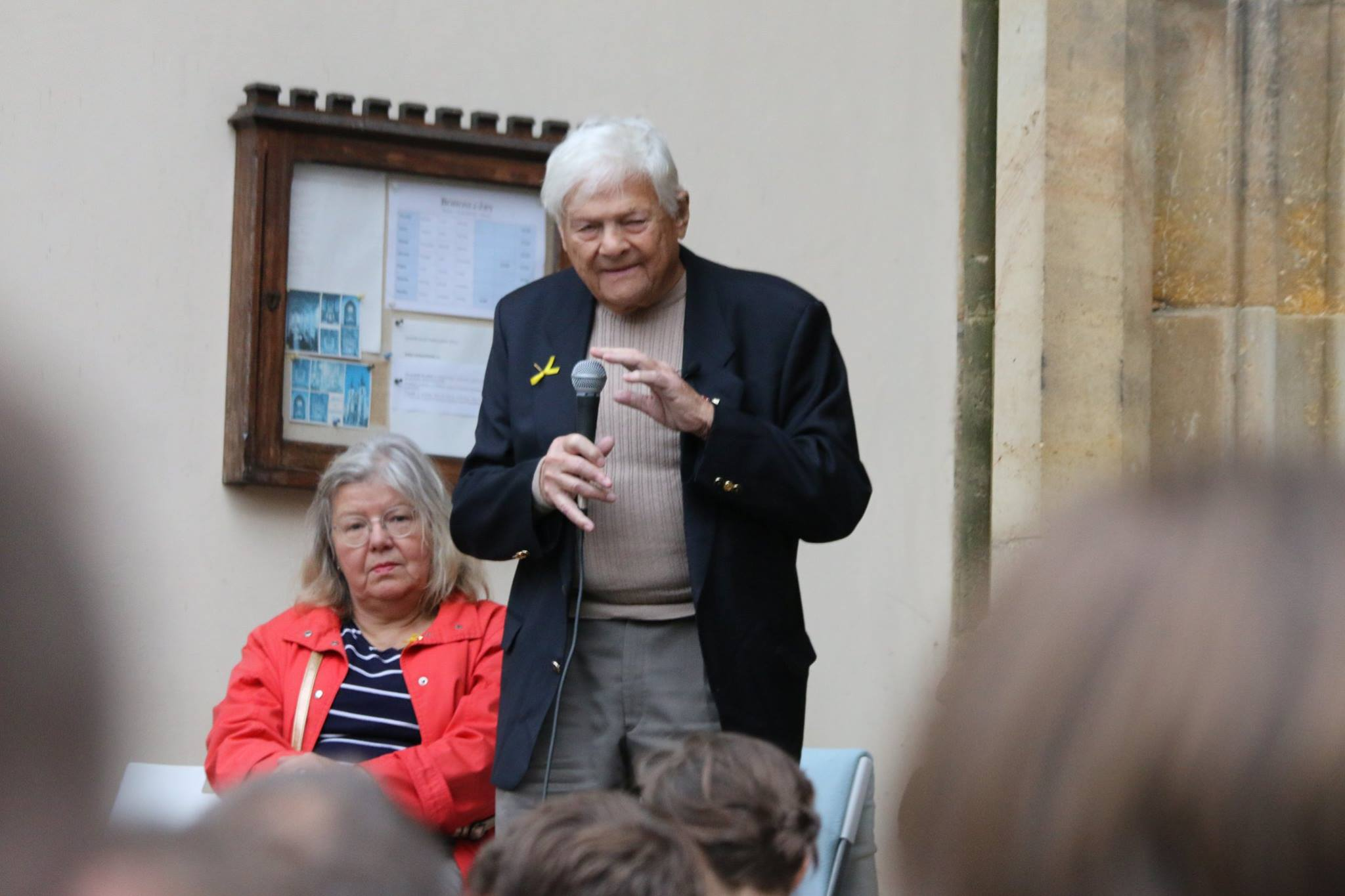
George Brady mit seiner Frau (2016)

Brady reiste bis Mai 1945 auf einem langen Weg nach Nové Město, wo er seine Tante und seinen Onkel erreichte und von ihnen erfuhr, dass seine Eltern in Auschwitz gestorben waren. Nach dem kommunistischen Staatsstreich 1948 entkam er 1949 aus der Tschechoslowakei nach Österreich und zog zwei Jahre später nach Toronto, Ontario, Kanada.
Brady lebte vom Sanitärhandwerk, in dem er in Theresienstadt ausgebildet worden war. Anfang 1951 gründete er zusammen mit einem anderen Überlebenden des Holocaust eine Klempnerei in Toronto und beschäftigte 200 Mitarbeiter. Er heiratete und wurde Vater von drei Söhnen und einer Tochter, Lara Hana Brady. Er lebte in Toronto. 
George Brady starb am 11. Januar 2019 im Alter von 90 Jahren in Toronto an Herzversagen.

## Auszeichnungen
Brady wurde 2008 in der Kategorie Menschenrechte zum Mitglied des Order of Ontario ernannt. Von seinen Holocaust-Erfahrungen berichtete Brady in Veranstaltungen auf der ganzen Welt. Für sein Engagement erhielt er unter anderem 2013 den Verdienstorden der Bundesrepublik Deutschland und 2012 die Queen Elizabeth II Diamond Jubilee Medal.
Am 28. Oktober 2016 (Staatstag) sollte er vom tschechischen Präsidenten Miloš Zeman für seine lebenslange Kampagne zum Gedenken an den Holocaust eine Auszeichnung erhalten. Aber nachdem Bradys Neffe, der tschechische Kulturminister Daniel Herman, gegen den Willen des Präsidenten mit dem tibetischen Exilführer Dalai Lama zusammengetroffen war, entschied sich der Präsident gegen die Verleihung der Ehre, um die Beziehungen zu China nicht zu belasten.
Brady erhielt zahlreiche Anerkennungen in Tschechien, unter anderem vom Abgeordnetenhaus, von den Städten Prag und Brno sowie von der Universität Olomouc.